# Eufriesea
Eufriesea é um gênero de abelhas da tribo Euglossini. Assim como todas as abelhas polinizadoras de orquídeas, esse gênero se restringe à região Neotropical. Todas as espécies têm face ou tégula que variam de inteiramente a parcialmente metálicas, mas grandes partes do corpo podem ser escuras e com pelos.

## Distribuição
O gênero Eufriesea é o mais vastamente distribuído dos euglossíneos. Espécimes já foram encontrados desde o México até a parte central da Argentina.

## Nome
O gênero recebeu esse nome em homenagem ao entomologista Heinrich Friese.

## Espécies
O gênero Eufriesea contém as seguintes espécies:
| - E. aeniventris (Mocsáry, 1896) - E. anisochlora (Kimsey, 1977) - E. aridicola (Moure, Neves, and Viana, 2001) - E. atlantica Nemésio, 2008 - E. auriceps (Friese, 1899) - E. auripes (Gribodo, 1882) - E. bare González & Gaiani, 1989 - E. boharti (Kimsey, 1977) - E. brasilianorum (Friese, 1899) - E. caerulescens (Lepeletier, 1841) - E. chaconi González & Gaiani, 1989 - E. chalybaea (Friese, 1923) - E. chrysopyga (Mocsáry, 1898) - E. combinata (Mocsáry, 1897) - E. concava (Friese, 1899) - E. convexa (Friese, 1899) - E. corusca (Kimsey, 1977) - E. distinguenda (Gribodo, 1882) - E. dressleri (Kimsey, 1977) - E. duckei (Friese, 1923) - E. eburneocincta (Kimsey, 1977) - E. elegans (Lepeletier, 1841) | - E. excellens (Friese, 1925) - E. faceta (Moure, 1999) - E. fallax (Smith, 1854) - E. flaviventris (Friese, 1899) - E. formosa (Mocsáry, 1908) - E. fragrocara (Kimsey, 1977) - E. kimimari González & Gaiani, 1989 - E. laniventris (Ducke, 1902) - E. limbata (Mocsáry, 1897) - E. lucida (Kimsey, 1977) - E. lucifera Kimsey, 1977 - E. macroglossa (Moure, 1965) - E. magrettii (Friese, 1899) - E. mariana (Mocsáry, 1896) - E. micheneri (Ayala & Engel, 2008) - E. mexicana (Mocsáry, 1897) - E. mussitans (Fabricius, 1787) - E. nigrescens (Friese, 1925) - E. nigrohirta (Friese, 1899) - E. nordestina (Moure, 1999) - E. opulenta (Mocsáry, 1908) | - E. ornata (Mocsáry, 1896) - E. pallida (Kimsey, 1977) - E. pretiosa (Friese, 1903) - E. pulchra (Smith, 1854) - E. purpurata (Mocsáry, 1896) - E. rufocauda (Kimsey, 1977) - E. rugosa (Friese, 1899) - E. schmidtiana (Friese, 1925) - E. simillima (Moure & Michener, 1965) - E. smaragdina (Perty, 1833) - E. superba (Hoffmannsegg, 1817) - E. surinamensis (Linnaeus, 1758) - E. theresiae (Mocsáry, 1908) - E. tucumana (Schrottky, 1902) - E. velutina (Moure, 1999) - E. venezolana (Schrottky, 1913) - E. venusta (Moure, 1965) - E. vidua (Moure, 1976) - E. violacea (Blanchard, 1840) - E. violascens (Mocsáry, 1898) - E. zhangi Nemésio, Júnior and Santos, 2013 |